# Thomas Broscheit
Thomas Broscheit (* 30. September 1957 in Hamburg) ist ein ehemaliger deutscher Volleyballspieler.

## Karriere Volleyball
Thomas Broscheit spielte in den 1970er Jahren in seiner Heimat beim Bundesligisten Hamburger SV. Mit dem HSV wurde er 1976 und 1977 Deutscher Meister und gewann 1974 und 1977 den DVV-Pokal. In dieser Zeit spielte er auch in der deutschen Nationalmannschaft. Nach dem Abstieg des HSV 1979 spielte Thomas Broscheit beim Zweitligisten 1. SC Norderstedt, mit dem er 1983 in die Bundesliga aufstieg. 1996 gründete er den 1. VC Norderstedt, wo er bis 2010 als Trainer, Manager und Vorsitzender aktiv war.

## Privates
Thomas Broscheit ist seit 1990 Verwaltungsangestellter der Stadt Norderstedt. Seine Tochter Annalena spielt ebenfalls Volleyball.